# 利賀谷
利賀谷（とがたに）とは、主に中世・近世に用いられた越中国礪波郡五箇山（現・富山県南砺市）内の地域区分の一つ。富山方言（五箇山方言）では「谷」が撥音化するため、地元では利賀谷（とがだん）と読まれる。
赤尾谷・上梨谷・下梨谷・小谷および利賀谷の「五つの谷（山）」から構成されることが、「五箇山」という名称の由来とされる。地理的には利賀川及び百瀬川の流域に位置する集落が利賀谷に属し、旧利賀村から庄川沿岸部を除いた領域に相当する。

## 概要

### 中世

近世期の五箇山地図。利賀谷は利賀川・百瀬川の一帯に相当する。

五箇山地域は平家の落人、南朝の落人の流入を経て集落が形成されたと考えられており、南北朝時代より最古の文字資料が現れ始める。利賀谷地域では、大豆谷八幡宮の神像に「永和四年（1378年）」や「明徳四年（1393年）」といった年号が刻まれており、北朝の勢力圏であったことが窺える（永和は北朝の年号）。室町時代前半ころには、砺波郡平野部の井口氏を通じて「なしとか（梨谷と利賀谷）」すなわち五箇山地域から徴税されたとの記録があり、武士の支配する荘園制の末端に属していた。
しかし、室町時代後半には浄土真宗の教えが急速に広まり、戦国時代には武家領主の支配が及ばない、一向一揆の支配する地域に五箇山は属することとなった。奥田直文は「五箇山」という名称が一向一揆による支配の確立と同時に現れることに注目し、「それ以前の旧荘園に規定された地域単位とは別の原理で成り立つ、新しい地域結集単位」であったことを指摘している。「五箇山」という名称の登場に続き、天文6年（1537年）10月4日付け証如下付本尊裏書きには「利賀谷　願主　釈善正」との記載があり、これが「利賀谷」ひいては「利賀」表記の初見となる。
天文21年（1552年）10月27日付五箇山十日講起請文には赤尾谷・上梨谷・下梨谷・小谷・利賀谷ごとに有力者の署名があり、これによって、戦国期の五箇山は既に中世的な領主が存在せず村の自治を達成していること、旧国衙領たる「保」の単位でなく五つの谷ごとに村落連合を形成していることが分かる。利賀谷に関しては、本文書中にあへつたう（阿別当）・坂上・上畠・細島・岩渕・嶋（下島か）・大豆谷・さゝれ藏（草嶺）・高沼といった現在に繋がる集落名が既に見える。

### 近世

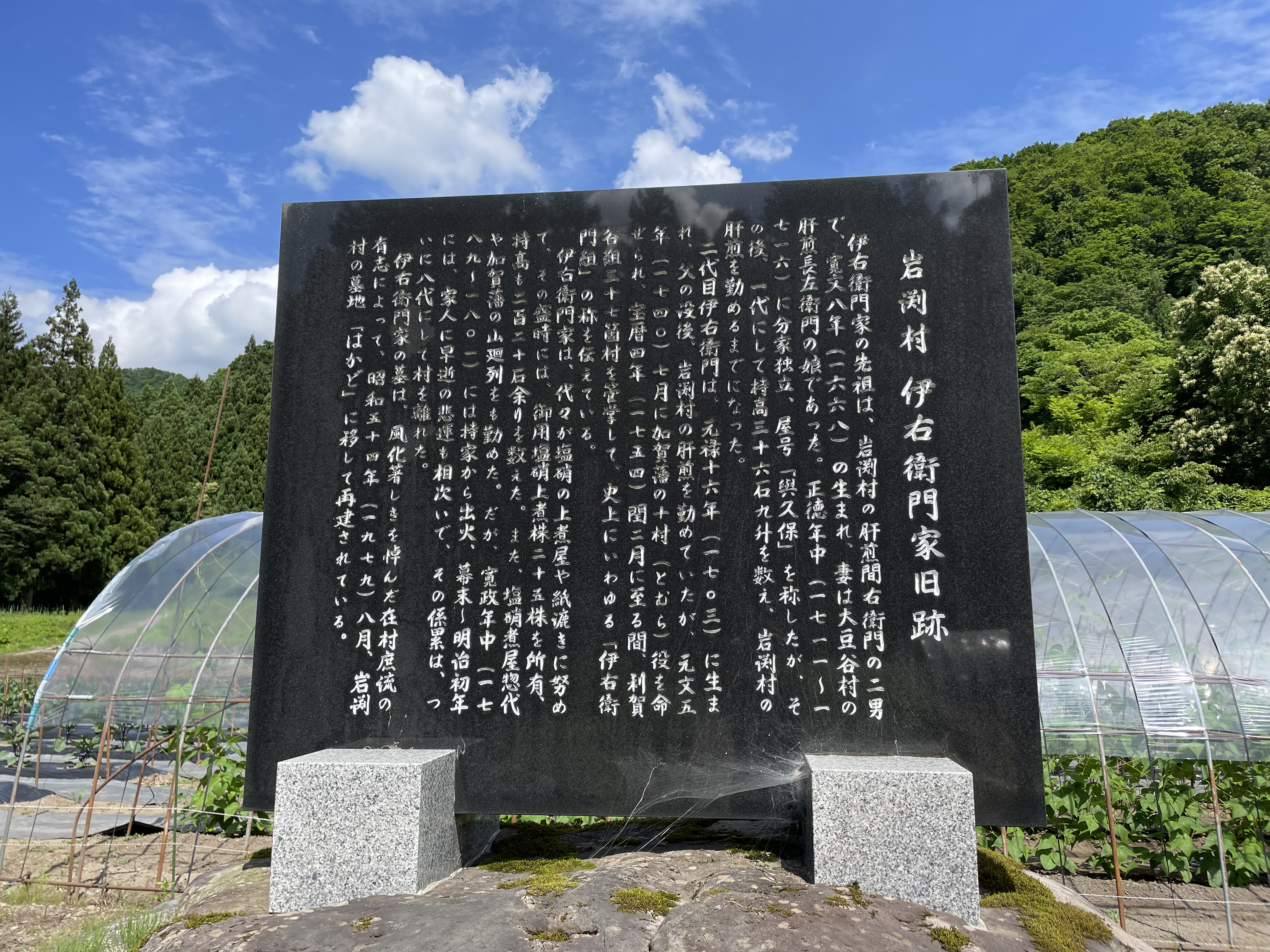
五箇山随一の豪農であった、岩淵村の伊右衛門家旧跡。

戦国時代を通じて五箇山は一向一揆の支配下にあったが、天正13年（1585年）の佐々成政による制圧を経て、前田家（加賀藩）の統治下に入った。加賀藩は当初、下梨村の市助を代官として五箇山を支配する体制を取ったが、その下には中世の「五つの谷」に由来する「与頭（くみがしら）」もしくは「与合頭（くみあいがしら）」と呼ばれる代表者が置かれていた。例えば元和5年（1619年）・寛永7年（1630年）の史料には利賀・小谷・下梨谷・上梨谷・赤尾谷の五組が記録されており、寛永元年（1661年）の文書では市助と皆葎村太郎左衛門（上梨谷）・新屋村太郎右衛門（赤尾谷）・見座村市右衛門（下梨谷）・入谷村甚助（小谷）・細島村源太郎（利賀谷）ら与合頭5名が連名で署名している。
利賀谷に関しては、正保4年（1647年）の文書からは「上利賀藤兵衛組」「下利賀徳兵衛組」に別れて記されるようになり、坂上集落を中心とする「上利賀」、利賀集落を中心とする「下利賀」の二組に別れたようである。
しかし、市助と与頭による支配体制は比較的早い段階で廃止され、五箇山では東西二つの十村組 （後に「利賀谷組」「赤尾谷組」という名称で固定する）に分かれ支配される体制が確立した。西半の「赤尾谷組」はかつての赤尾谷・上梨谷・下梨谷に含まれる集落が、 東半の「利賀谷組」には小谷・ 利賀谷に含まれる集落が、それぞれ属していた。これ以後、「五つの谷」ごとの区分は住民間の活動の中には残されたものの、加賀藩の行政機構上では地位を失い、公文書などで言及されることはなくなった。一連の支配体制の変化は「五つの谷」ごとの自治性の強い五箇山のあり方が、加賀藩が統制を強める中で近世的村落に移行する過程でもあった。
江戸時代中期には、利賀谷の岩渕村伊右衛門、赤尾谷の中田村助九郎と西赤尾町村長右衛門の三名が五箇山を代表する豪農に成長し、多くの百姓から借財のかたとして得た掛作高を保有していた。小谷・下梨谷・上梨谷には上記三名に匹敵する豪農が存在せず、多くの村人は豪農たちや城端町人からの借財によって生計を立てていた。しかし、天保の飢饉をきっかけとして天保8年（1837年）に高方仕法が施行されると、豪農たちは掛作高を没収され、岩渕村伊右衛門などは当主の散財もあいまって急速に没落した。

### 近現代
明治維新を経て町村制が施行されると、従来の「五つの谷」や「五箇山両組」とも異なる、上平村・平村・利賀村の「五箇三村」が成立した。これは、江戸時代の「城端手寄の村」と「井波手寄の村」という商圏上の区画に基づいてまず「下梨村外四十三ヶ村」と「下原村外二十五ヶ村」に分けられ、前者が更に二分割されて上平村・平村となり、後者が利賀村が形成されたものであった。
「五箇三村」は21世紀初頭に南砺市に合併したが、上平地域・平地域・利賀地域という区分は現在に至るまで定着している。現在、「利賀谷」の地域区分が意識されることはほとんどなく、「利賀地域」という場合、ほとんどの場合「旧利賀村地域（利賀谷地域に小谷地域の一部を含む）」を指す。

## 利賀谷の集落一覧
| 集落名 | 旧表記     | 市町村 | 寺院       | 神社         |
| 水無   | 水並       | 利賀村 | -          | 水無八幡宮   |
| 大勘場 | 鷹見場     | 利賀村 | 大勘場道場 | 大勘場八幡宮 |
| 阿別当 | あへつたう | 利賀村 | 阿別当道場 | 阿別当神明宮 |
| 坂上   | -          | 利賀村 | 西勝寺     | 坂上八幡宮   |
| 上畠   | 上畑       | 利賀村 | 上畠道場   | 上畠神明宮   |
| 細島   | 細嶋       | 利賀村 | 細島道場   | 細島熊野社   |
| 北島   | -          | 利賀村 | -          | 北島神明社   |
| 岩淵   | 岩渕       | 利賀村 | 岩渕道場   | 岩淵蛭子社   |
| 利賀   | 下栂       | 利賀村 | 興真寺     | 利賀神明宮   |
| 下島   | 下嶋       | 利賀村 | -          | 下島神明宮   |
| 大豆谷 | 南大豆谷   | 利賀村 | 真聞寺     | 大豆谷八幡宮 |
| 北豆谷 | 北大豆谷   | 利賀村 | 斎光寺     | 北豆谷神明社 |
| 押場   | 小柴       | 利賀村 | 誠願寺     | 押場神明宮   |
| 草嶺   | 草嶺倉     | 利賀村 | -          | 草嶺八幡宮   |
| 高沼   | 宮沼       | 利賀村 | -          | 高沼八幡宮   |
| 栗当   | 九里ケ当   | 利賀村 | 栗当道場   | 栗当神明社   |
| 上百瀬 | 上百瀬川   | 利賀村 | 上百瀬道場 | 上百瀬神明宮 |
| 百瀬川 | 下百瀬川   | 利賀村 | -          | 百瀬川加茂社 |

上記諸集落に、小谷地域に属する大牧・重倉・長崎・北原・仙野原・新山・栃原・下原を含めた地域が、旧利賀村に相当する。

## 天文21年十日講起請文の利賀谷署名者
| 署名                        | 瑞願寺注記 | 近世の道場                             | 対応する現代の寺院                               |
| --------------------------- | ---------- | -------------------------------------- | ------------------------------------------------ |
| 又太郎家長（花押）          |            | 杉木新町村真光寺道場 下利賀村 助左衛門 | 筆頭署名者であることから、下利賀の代表とみられる |
| 同 孫五郎吉信（花押）       |            |                                        | 下利賀の有力者か                                 |
| あへつたう了願（花押）      |            | 祖谷村本敬寺道場阿別当村忠三郎         | 阿別当集落の念仏道場か                           |
| 坂上次郎左衛門尉（花押）    |            |                                        | 坂上集落の有力者か                               |
| 坂上左藤兵衛（花押）        |            |                                        | 坂上集落の有力者か                               |
| 上畠徳祐 （花押）           |            | 坂上西勝寺道楊上畠村孫兵衛             | 上畠道場                                         |
| 上畠左衛門大郎（略押）      |            |                                        | 上畠集落の有力者か                               |
| 同 大郎衛門尉（花押）       |            |                                        | 上畠集落の有力者か                               |
| 細島三郎左衛門尉 （花押）   |            | 坂上西勝寺道楊細島村四郎右衛門         | 細島集落の念仏道場か                             |
| 岩渕藤次郎（略押）          |            | 岩渕村伊右衛門先祖                     | 岩渕集落の念仏道場か                             |
| 来数九郎左衛門尉（略押）    |            |                                        | 下利賀集落の野原家先祖か                         |
| 嶋又五郎（花押）            |            |                                        | 下島集落の念仏道場か                             |
| 大豆谷八郎左衛門尉 （略押） |            | 杉木新町村真光寺道場 南大豆谷村 彦三郎 | 大豆谷集落の念仏道場か                           |
| 同 大郎衛門尉（略押）       |            | 杉木新町村真光寺道場北大豆谷村弥左衛門 | 北豆谷集落の念仏道場か                           |
| さゝれ藏与五郎（略押）      |            |                                        | 草嶺集落の有力者か                               |
| 高沼源大郎（花押）          |            |                                        | 高沼集落の有力者か                               |